# Arhopala allata
Arhopala allata är en fjärilsart som beskrevs av Otto Staudinger 1889. Arhopala allata ingår i släktet Arhopala och familjen juvelvingar. Inga underarter finns listade i Catalogue of Life.

## Bildgalleri

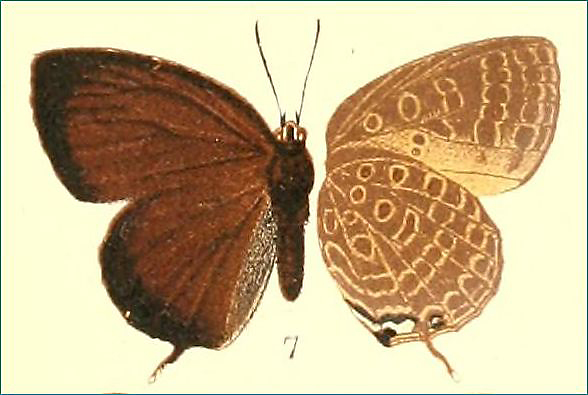